# Somogyi Zoltán (műsorvezető)
Somogyi Zoltán (Budapest, 1979. június 22. –) magyar műsorvezető, a Sláger FM és az RTL Klub műsorvezetője.

## Élete
Már 13 évesen iskolarádiós riportokat készített Geszti Péterrel, Kudlik Júliával, Antal Imrével. 
Gimnazistaként már a Juventus Rádió műsorvezetője Juventus Top40. 
Műsorvezetőként dolgozott a Duna Televízióban (Pop-sa-rock), a Viasat 3-ban és a Magyar Televízióban is. 
2008-ban a TV2 A kiválasztott című műsorának lett a műsorvezetője, melyben a világhírű parafenomén, Uri Geller utódját keresték, majd az Aktív című műsort vezette Czippán Anettel. 
2013-tól 2016-ig az RTL Klub reggeli műsorának (8:08 - Minden Reggel) műsorvezetője volt, majd a Stíluskalauzt vezette Iszak Eszterrel, és az Életmódkalauz műsorvezetője is volt Dombóvári Vandával. 2021 februárja óta a Sláger FM reggeli műsorának, a Sláger Reggelnek a műsorvezetője Pordán Petrával.